# Charlotte Bühler
Charlotte Bertha Bühler (född Malachovsky), född 20 december 1893 i Berlin, död 3 februari 1974 i Stuttgart, var en tysk psykolog. Hon var hustru till Karl Bühler.
Charlotte Bühler blev filosofie doktor i Dresden 1920, extraordinarie professor i psykologi vid Wiens universitet 1929, kom 1938 till Norge där hon anställde som professor vid Norges Lærerhøiskole i Trondheim och vistades från 1940 i USA. Resultaten från hennes omfattande och betydelsefulla undersökningar inom barnpsykologin, delvis utförda i samarbete med maken Karl Bühler, Hildegard Hetzer med flera publicerades till stor del i de av Charlotte Bühler utgivna skriftserierna Quellen und Studien zur Jugendkunde (1922–) och Wiener Arbeiten zur pädagogischen Psychologie (1924–). Bland hennes många arbeten märks Das Märchen und die Phantasie des Kindes (1915. 3:e upplagan 1929), Das Seeleben des Jugendlichen (1922, svensk översättning Ungdomens själsliv 1935, 3:e upplagan 1941), Kindheit und Jugend (1928, 3:e upplagan 1931), Kleinkinder-Tests (1932, tillsammans med Hildegard Hetzer), Der menschliche Lebenslauf als psychologisches Problem (1933), Praktische Kinderpsychologie (1938, svensk översättning 1939, 2:a upplagan 1945). Till svenska har även översatts Utvecklingspsykologi (1938) och Barnpsykoterapins nuvarande läge (1941).